# Сансеполкро
Сансепо̀лкро (на италиански: Sansepolcro, на местен диалект Borgo, Борго) е град и община в централна Италия, провинция Арецо, регион Тоскана. Разположен е на 330 m надморска височина. Населението на общината е 16 338 души (към 2010 г.).